# Моціорі
Моціорі (рум. Moțiori) — село у повіті Арад в Румунії. Входить до складу комуни Апатеу.
Село розташоване на відстані 409 км на північний захід від Бухареста, 64 км на північний схід від Арада, 134 км на захід від Клуж-Напоки, 106 км на північний схід від Тімішоари.

## Населення
За даними перепису населення 2002 року у селі проживали 345 осіб, усі — румуни. Усі жителі села рідною мовою назвали румунську.